# میبل جولین اسکات
میبل جولین اسکات (انگلیسی: Mabel Julienne Scott؛ ‏ ۲ نوامبر ۱۸۹۲ – ۱ اکتبر ۱۹۷۶) بازیگر اهل ایالات متحده آمریکا بود.
از فیلم‌هایی که وی در آن نقش داشته‌است، می‌توان به گرگ دریا، مانع و گردآوری اشاره کرد.